# Station Luzino
Station Luzino is een spoorwegstation in de Poolse plaats Luzino.